# Миякэдзима (аэропорт)
Аэропорт Миякэдзима  (яп. 三宅島空港 миякэ:дзима-ку:ко:) — аэропорт, расположенный в 19 километрах на запад от деревни Миякена острове Миякедзима в префектуре Мияке.
Ранее полёты были приостановлены, потому что в этой области имелась высокая концентрация газа после извержения вулкана 14 июля 2000 года. Полёты возобновили в апреле 2008 года, после того как содержание серного газа в воздухе вернулось к норме. Так же аэропорт обладает вертолётом, который летает в Идзуосима.